# 井伊直広
井伊 直広（いい なおひろ）は、江戸時代中期の越後国与板藩の世嗣。官位は従五位下・和泉守。

## 略歴
近江国彦根藩主・井伊直幸の八男として誕生。母は坂本氏。与板藩6代藩主・井伊直朗の養子。正室は直朗の娘（母方の従姉妹）。
彦根藩井伊掃部頭家に生まれ、支藩である与板藩の井伊兵部少輔家に婿養子として入った。寛政4年（1792年）閏2月、家督相続前に死去した。
代わって長男・直暉が嫡子となった。
| スタブアイコン | サブスタブ | この項目は、まだ閲覧者の調べものの参照としては役立たない、人物に関連した書きかけの項目です。この項目を加筆・訂正などしてくださる協力者を求めています（P:人物伝/PJ:人物伝）。 |